# Uraš
Uraš (sumersko 𒀭𒅁) je bila v sumerski mitologiji boginja zemlje in ena od žena boga neba Anuja. Bila je mati boginje Ninsun in stara mati junaka Gilgameša.
Uraš bi lahko bilo samo drugo ime Anujeve žene Antu. Ime Uraš se je kasneje začelo uporabljati tudi za samega Anuja in dobilo pomen "nebesa". Zdi se, da se je Uraš kasneje imenoval tudi Ninurta.

## Vir
- Michael Jordan. Encyclopedia of Gods. Kyle Cathie Limited, 2002.